# حضارة برزيورسك

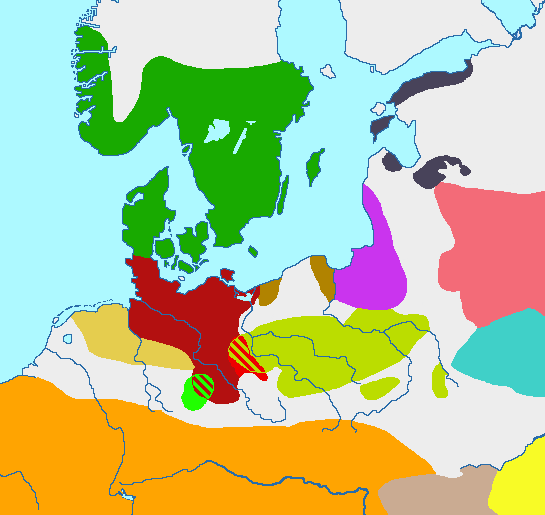
ثقافة برزيورسك باللون الأخضر الزيتوني هي واحدة من بين عدة ثقافات أثرية كانت مستوطنة في شمال شرق أوروبا.

ثقافة برزيورسك (بالإنجليزية: Przeworsk culture)‏ هو مصطلح عام يطلق على ثقافة أثرية، تقع أساسا في وسط وجنوب بولندا الحالية، والتي إمتدت من القرن الثاني قبل الميلاد إلى القرن الخامس. أخدت هذه الثقافة اسمها من مدينة برزيورسك، هذه الأخير التي عثر فيها على القطع الأثرية الأولى لهذه الثقافة. من بين الثقافات الأثرية الجرمانية الأخرى، تتميز ثقافة برزيورسك بتماسكها، وكبر حجم المساحة المحتلة والمدة التي قامت خلالها.

## المجتمع
عاش سكان ثقافة البرزيورسك في قرى صغيرة غير محمية، يسكن في كل منها بضع عشرات من الأشخاص، في عدة منازل، تبنى بشكل جزئي تحت مستوى سطح الأرض (شبه غارقة)، تغطي كل منها مساحة تتراوح بين 8 و 22 مترا. كانوا يعرفون كيفية حفر وبناء الآبار بحيث لا ينبغي
أن تكون مستوطناتهم بالضرورة بالقرب من المسطحات المائية. تم العثور على 13 بئرا يعود تاريخها إلى القرن الثاني مع جدران خشبية ضخمة شيدت في مستوطنة في ستانيسلاويس، مقاطعة بوشنيا. واستخدمت الحقول لزراعة المحاصيل لبعض الوقت، ومن ثم المراعي أيضا، بعدما ساعدت مخلفات الماشية التي تمت تربيتها على استعادة خصوبتها. بعد إدخال المحاريث الحديدية، اعتمدت هذه الثقافة اسلوب المناوبة بين الحرث والرعي.
شكلت عدة مستوطنات منطقة صغيرة، حيث تعاون السكان اقتصاديا ودفنوا موتاهم في مقبرة مشتركة، هذا وقد فصل بين هذه المناطق الصغرى مناطق أخرى غیر مستغلة. عدد من هذه المناطق الصغرى ربما شكلت قبيلة، ويفصل بين كل منطقة وأخرى مساحة فارغة، يطلق عليها اسم مناطق «الخوف المتبادل»، كما وصفها تاسيتس. القبائل بدورها، خاصة إذا كانت متشابكة ثقافيا، فإنها تشكل أحيانا هياكل أكبر، على غرار التحالفات المؤقتة لشن الحروب أو حتى أشكال الدولة المبكرة.
تم اكتشاف برج تابع لمجمع استخدم من قبل ثقافة برزيورسك لإستخراج الملح من الينابيع المالحة في تشابسك بالقرب من موجيلنو.
تبين الفحوصات التي اجريت على مواقع الدفن المستخدمة باستمرار على مدى فترات تصل إلى عدة قرون، ان هذه المواقع لا تحتوى سوى على أكثر من عدة مئات من القبور، مما يدل على أن الكثافة السكانية الكلية كانت منخفضة. تم حرق الموتى ووضع رمادهم في بعض الأحيان في الجرار، التي كان شكل منتصفها بارزا ومنقوش.
في سيميتشو تم العثور على قبر محارب، يفترض أنه قد شارك في بعثة أريوفيستوس خلال الفترة الممتدة بين سنتي 50 و70 قبل الميلاد، يحتوي على أسلحة سلتيك  وقطع من السيراميك المحلي. كانت هدايا الجنازة في كثير من الأحيان، لأسباب غير معروفة، مطوية أو مكسورة، ومحروق مع الجثة. تختلف عمليات الدفن بين الفقراء والأغنياء، مما يعكس إلى حد كبير تطور الطبقات الاجتماعية في ذلك الوقت.

## التلاشي
تزامن تراجع ثقافة البرزيورسك خلال نهاية القرن الخامس مع غزو الهون. وربما كان من بين العوامل الأخرى الأزمة الاجتماعية التي حدثت نتيجة لانهيار العالم الروماني والاتصالات التجارية التي أقامها مع الشعوب خارج حدودها. في نهاية القرن الخامس وبداية القرن السادس، ظهرت ثقافة كورتشاك في براغ بحوض فيستولا.